# تورن (شهر اتریش)
تورن (به آلمانی: Thurn) یک منطقهٔ مسکونی در اتریش است که در لاینس واقع شده‌است. تورن ۱۲٫۲۶ کیلومتر مربع مساحت دارد ۸۵۵ متر بالاتر از سطح دریا واقع شده‌است.